# Matteo Benussi Cio
Matteo Benussi Cio (Rovinj, 23. listopada 1906. - Beograd, 16. lipnja 1951.), hrvatski antifašist.

## Biografija
Rođen je 23. listopada 1906. godine u Rovinju. Već kao četrnaestogodišnjak sudjelovao je u demonstracijama koje je protiv fašizma organizirala Socijalistička partija Italije. Zaposlio se kao radnik u Tržiču, ali je 1924. godine otpušten. Tada se vratio i zaposlio u Rovinju. 1. svibnja 1935. i 1937. godine istakao je crvenu zastavu na zvoniku crkve sv. Eufemije, a zatim na krovu mlina Kalo u Rovinju.
U proljeće 1943. godine fašisti su ga odveli u logor u Italiju. Poslije kapitulacije Italije njemačkim trupama su pali u ruke fašistički logori. Zatočenike iz tih logora otpremili su u koncentracijske logore u Njemačku. S jednim transportom logoraša u Njemačku je trebao otići i Matteo Benussi. Međutim on je iskočio iz vlaka i vratio se u Rovinj.
Uključio se u Narodnooslobodilački pokret nakon čega je formirao i predvodio grupu diverzanata. Grupa je svoju prvu diverziju izvela na željezničkoj pruzi u blizini Pule u studenome 1943. godine. Od eksplozije mine uništena je lokomotiva i pet vagona. Nekoliko dana poslije njegova diverzantska grupa dignula je u zrak vlak na pruzi Rovinj-Kanfanar i srušila most na putu kod Limskog kanala. Nakon ovih akcija Cio i njegovi mineri postali su poznati po cijeloj Rovinjštini. Matteo Benussi dobiva u narodu naziv Istarski Ilija Gromovnik.
Početkom 1944. godine Ciova diverzantska grupa našla se u sastavu Treće istarske partizanske čete (rovinjske). Zajedno s ovom četom grupa je izvela niz akcija. Tako su rovinjski mineri zajedno s borcima Treće čete napali neprijateljsku kolonu na cesti Rovinj-Bale, uništivši tom prilikom kamion i autobus, te pokidali telefonske vodove na potezu Bale-Vodnjan-Svetvinčenat. Sam Matteo je uz osiguranje koje mu je pružila Treća četa ušao u Bale i kroz prozor ubacio minu u fašističku vojarnu.
Kada su nacisti u Rovinju pokušali obnoviti fašističku organizaciju i za to pridobili petnaestak starih fašista, rukovodstvo NOP-a odlučilo je organizaciju razbiti u samom začetku. Organiziran je prepad u kojem je sudjelovao i Matteo Benussi. Grupa boraca je 5. siječnja 1944. godine u 19.30 sati ušla u Rovinj. I dok su ljudi šetali ulicama grupa je ušla u zgradu u kojoj su bili okupljeni fašisti. Pothvat je bio tim teži jer je svega sto metara dalje bila njemačka vojarna. Cio i još jedan drug uspeli su se uz stepenice i iznenada upali u sobu i otvorili vatru na fašiste. Pošto se njegov automat bio zaglavio, Cio je upalio fitilj mine napravljene od riblje konzerve, a zatim je ubacio u prostoriju. Bio je to kraj obnovljene fašističke organizacije u Rovinju.
Cio i njegovi mineri još su jednom u travnju 1944. godine upali u okupirani Rovinj. Tada su zarobili dva finansa i minom uništili jedan brodić u gradnji. Poslije rata živio je u Rovinju.
Iscrpljen ratnim naporima Matteo Benussi Cio umro je 16. lipnja 1951. godine u klinici u Beogradu.
Ukazom predsjednika Socijalističke Federativne Republike Jugoslavije Josipa Broza Tita od 27. studenoga 1953. godine proglašen je narodnim herojem.

## Vanjske poveznice
- Istarska enciklopedija: Benussi, Matteo - Cio